# ラフーンのピラミッド

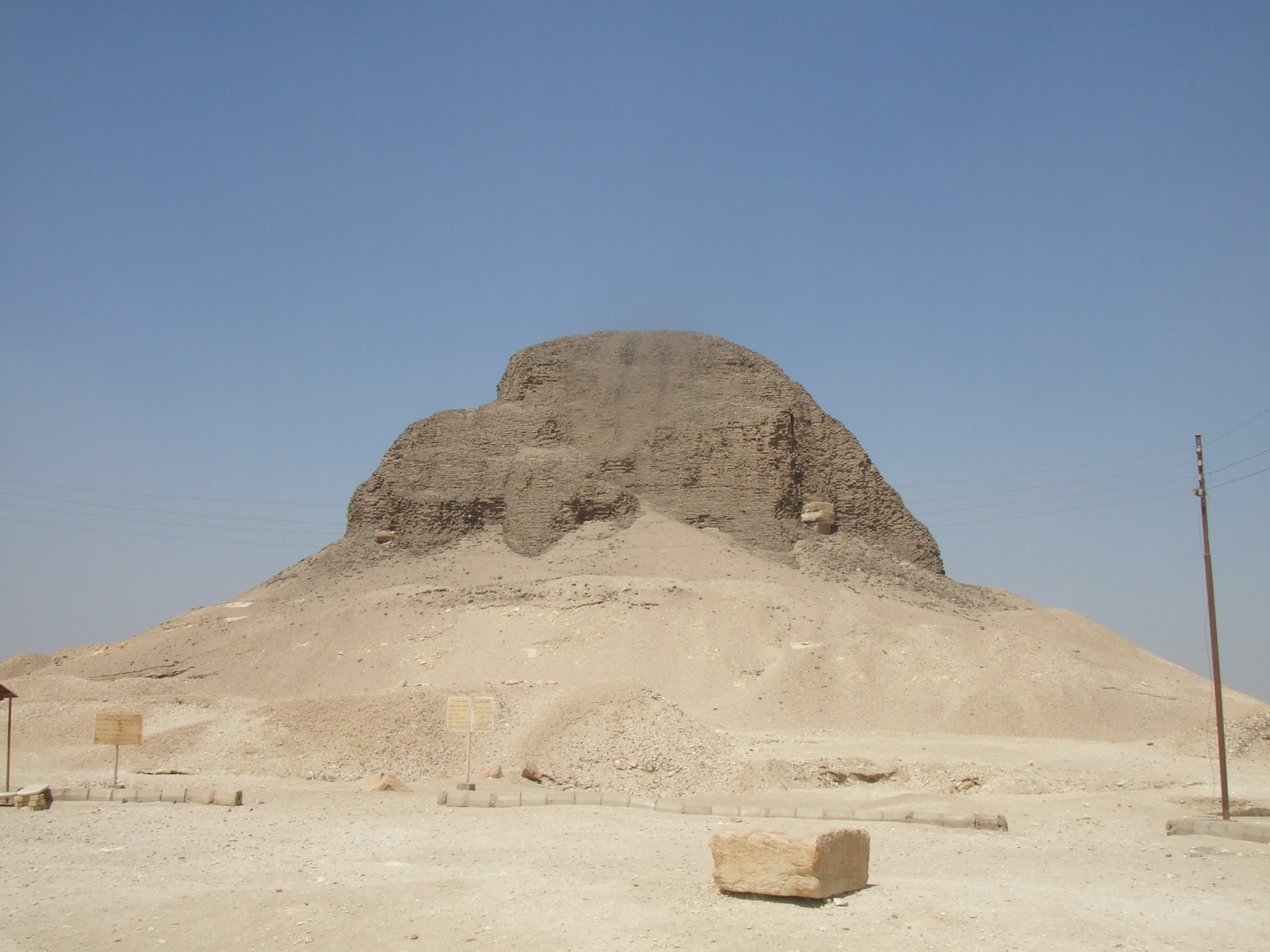
ラフーンのピラミッド

ラフーンのピラミッドは紀元前1900年頃、センウセレト2世がアル・ラフーンに造営したピラミッド。

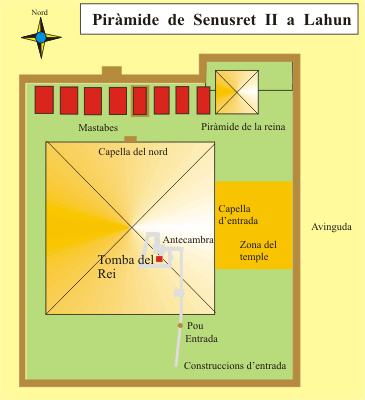
中の様子

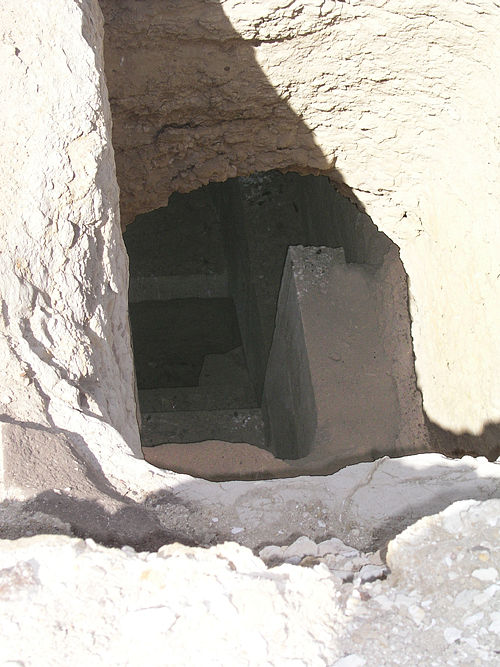
入り口の様子